# Peníscola
Peníscola (em valenciano) ou Peñíscola (em castelhano), oficialmente chamado Peníscola/Peñíscola, é um município da Espanha na província de Castelló, Comunidade Valenciana. Tem 79 km² de área e em 2021 tinha 7 882 habitantes (densidade: 99,8 hab./km²).
Cidade medieval que entra pelo mar dentro, com um formigueiro de ruas curvas em torno do seu castelo templário, o castelo do Papa Luna, que sobressai da rocha em que assenta o casco histórico. Faz parte da rede das Aldeias mais bonitas de Espanha.
Ao longo de toda a história apenas três lugares foram sede pontifícia: Roma, Avinhão e Peníscola, com o Antipapa Bento XIII.

## Demografia
| Variação demográfica do município entre 1991 e 2004 | Variação demográfica do município entre 1991 e 2004 | Variação demográfica do município entre 1991 e 2004 | Variação demográfica do município entre 1991 e 2004 |
| --------------------------------------------------- | --------------------------------------------------- | --------------------------------------------------- | --------------------------------------------------- |
| 1991                                                | 1996                                                | 2001                                                | 2004                                                |
| 3497                                                | 3821                                                | 4822                                                | 5809                                                |